# 郑州公交3路
郑州公交3路是郑州市内一条已停运的公共汽车线路，由郑州公交集团第三运营公司运营，于2023年9月18日停运。

## 线路历史

### 第一代3路（1954年-1998年）
郑州公交曾多次使用3路作为线路号。最初的3路开通于1954年2月1日，由郑州火车站起，途经大同路、福寿街、二七广场、西大街、东大街至二里岗，长4.6公里，为郑州公交最早的三条线路之一。1972年，3路改为由大石桥发车，经新通桥、郑州百货大楼、二七广场、红旗大楼、东门口、二里岗、烟厂、火车站、铭功路，并返回至大石桥的环线。1974年，线路改为由大石桥至火车东站，1988年改为由昆仑饭店至火车东站。1991年11月，东端终点站改至长途汽车东站。1993年2月10日，发车站由昆仑饭店改至新落成的郑州长途客运总站，经航海路、京广南路、陇海路、一马路、火车站、二七广场、东太康路、商城路、郑汴路至长途汽车东站。
1998年8月28日，3路更换为双层巴士运营，并改为603路，直至2021年4月27日停运。

### 第二代3路（2009年-2023年）
2009年，原132路变更线路号为3路，线路由黄岗寺至东建材。2021年6月15日，3路发车站由黄岗寺延伸至思勤江路公交站。
2023年8月起，郑州市对公交线网进行分批次优化调整。根据《郑州市公交线网服务提升方案》，3路于2023年9月18日起停运。

## 线路基本资料（停运前）

### 线路走向
- 下行：思勤江路公交站→郑汴路中州大道
  - 自思勤江路公交站起经思勤江路、四季路、柳江路、嵩山南路、长江路、大学南路、航海中路、航海东路、未来路、郑汴路至郑汴路中州大道止。
- 上行：郑汴路中州大道→思勤江路公交站
  - 自郑汴路中州大道起经郑汴路、未来路、航海东路、航海中路、大学南路、长江南路、嵩山南路、思勤江路至思勤江路公交站止。

### 服务时间
- 思勤江路公交站：06:00～20:30
- 郑汴路中州大道：06:00～20:30

### 收费
- 全程单价人民币1元，无人售票，支持绿城通（普通储值卡8折，成人月票5折，学生月票2.5折，老年卡免费）、微信/支付宝乘车码及银联云闪付。

### 与郑州地铁的换乘
- █ 2号线：南五里堡
- █ 3号线：博览中心、凤凰台、东十里铺
- █ 4号线：东十里铺
- █ 5号线：市第二人民医院、京广南路、冯庄、南五里堡、城东南路、航海广场、

### 停站
3路上下行各停靠站点如下表所示：
| 下行站序 | 上行站序 | 站名                 | BRT同站台换乘    | 所在道路 | 轨交换乘                                     | 周边地点                           |
| 1        | 29       | 思勤江路公交站       | -                | 思勤江路 |                                              | 郑州实验外国语中学                 |
| 2        | ↑        | 四季路思勤江路       | -                | 四季路   | 招商·天地和苑                                |                                    |
| 3        | ↑        | 四季路柳江路         | -                | 四季路   | 沪华国庆学校                                 |                                    |
| 4        | ↑        | 柳江路嵩山南路       | -                | 柳江路   | 奥马广场                                     |                                    |
| 5        | 28       | 嵩山南路柳江路       | -                | 嵩山南路 | 奥马广场                                     |                                    |
| 6        | 27       | 嵩山南路思勤江路     | -                | 嵩山南路 | 郑州实验外国语中学                           |                                    |
| 7        | 26       | 嵩山南路绿水路       | -                | 嵩山南路 | 郑州二七区嵩山路学校                         |                                    |
| 8        | 25       | 嵩山南路南三环       | -                | 嵩山南路 | 中原百姓广场、嵩岳公园、郑州烈士陵园         |                                    |
| 9        | ↑        | 黄岗寺               | -                | 嵩山路   | 中原百姓广场、嵩岳公园、郑州烈士陵园         |                                    |
| 10       | 24       | 嵩山路南三环         | -                | 嵩山路   | 中原百姓广场、嵩岳公园、郑州烈士陵园         |                                    |
| ↓        | 23       | 嵩山路长江路         | -                | 嵩山路   | 长江西路小学                                 |                                    |
| 11       | ↑        | 长江路嵩山路站 (BRT) | 179、84、B1      | 长江路   | 亚星盛世家园                                 |                                    |
| 12       | 22       | 长江路淮南街站 (BRT) | 84、B1           | 长江路   | 丹尼斯百货（长江店）                         |                                    |
| ↓        | 21       | 长江路大学路站 (BRT) | 111、84、B1、B16 | 长江路   | 长平游园                                     |                                    |
| 13       | 20       | 大学路张魏寨         | -                | 大学南路 | 郑州航空工业管理学院南校区                   |                                    |
| 14       | 19       | 郑州航空工业管理学院 | -                | 大学南路 | 郑州航空工业管理学院南校区、郑州二七万达广场 |                                    |
| 15       | ↑        | 航海路大学路         | -                | 航海中路 | 5 市第二人民医院                             | 河南省儿童医院、郑州市第二人民医院 |
| 16       | 18       | 航海路老代庄         | -                | 航海中路 |                                              | 中都饭店                           |
| 17       | 17       | 航海路京广路         | -                | 航海中路 | 5 京广南路                                   | 京莎广场、中岳大厦                 |
| 18       | 16       | 航海路碧云路         | -                | 航海中路 |                                              | 净秀公园                           |
| 19       | 15       | 航海路祥云路         | -                | 航海中路 | 5 冯庄                                       | 正商·航海广场                      |
| 20       | 14       | 航海路紫荆山路       | -                | 航海中路 | 25 南五里堡                                  | 中原茶城、商都苑                   |
| 21       | 13       | 航海路新郑路         | -                | 航海东路 | 25 南五里堡                                  | 商都苑                             |
| 22       | 12       | 航海路城东路         | -                | 航海东路 | 5 城东南路                                   | 郑州管城回族区人民医院             |
| 23       | 11       | 航海路陈家门         | -                | 航海东路 |                                              | 鑫苑城市之家                       |
| 24       | 10       | 市六十三中           | -                | 航海东路 | 郑州市六十三中                               |                                    |
| ↓        | 9        | 航海路未来路         | -                | 航海东路 | 5 航海广场                                   | 航海广场                           |
| 25       | 8        | 未来路航海路         | -                | 未来路   | 5 航海广场                                   | 航海广场                           |
| 26       | 7        | 未来路未来南路       | -                | 未来路   |                                              | 康桥知园                           |
| 27       | 6        | 未来路货站街         | -                | 未来路   | 紫云小区、紫薇小区                           |                                    |
| 28       | 5        | 未来路凤凰路         | -                | 未来路   | 中博家具                                     |                                    |
| ↓        | 4        | 未来路郑汴路         | -                | 未来路   | 中博家具                                     | 3 博览中心                         |
| 29       | ↑        | 中博家具中心         | -                | 郑汴路   | 中博家具                                     | 3 博览中心                         |
| 30       | 3        | 郑汴路玉凤路         | -                | 郑汴路   | 3 凤凰台                                     | 凤凰城                             |
| 31       | 2        | 郑汴路英协路         | -                | 郑汴路   |                                              | 英协广场                           |
| 32       | 1        | 郑汴路中州大道       | -                | 郑汴路   | 34 东十里铺                                  | 中国郑州建材大世界、建业置地广场   |